# Fujiwara no Akitada
Fujiwara no Akitada (藤原顕忠, também conhecido como Tominokōji udaijin, 898 – 968), era um nobre membro da Corte, estadista e político durante o Período Heian da História do Japão.

## Vida
Este membro do Ramo Hokke do Clã Fujiwara era o segundo filho de Fujiwara no Tokihira.

## Carreira
Akitada serviu os seguintes imperadores: Daigo (913 – 930), Suzaku (930 – 946) e Murakami (946 – 965).
Akitada  entrou para a Corte em 15 de Fevereiro de 913 durante o reinado do Imperador Daigo e teve uma longa carreira.
Em 915 foi nomeado Suō Gonmori (governador da Província de Suō). Em 3 de Março de 919 foi transferido para o Emonfu (Guarda de Fronteira) como Sasaki (Subcomandante). Em 25 de fevereiro de 925 passa concomitantemente a ser Shinano Gonmori (governador da Província de Shinano).
Em 935 durante o reinado do Imperador Suzaku Akitada é transferido para o Kuraryo (Agência da Casa Imperial) que pertencia ao Chūmushō (Ministério do Centro). Em 15 de outubro de 937 é nomeado Sangi.
Em fevereiro de 939 Akitada passou a desempenhar o cargo de Omi Gonmori (governador da Província de Omi), e em 12 de outubro deste ano assume o comando do Hyoefu (Guarda Samurai). Em 7 de janeiro de 942 é promovido a Chūnagon. Nesse mesmo ano em 17 de abril assume o cargo de Kebiishi Betto (Chefe da Central de Investigações Policiais). Em 20 de maio de 944 Akitada é nomeado Nakamiya Dayu (Chūgū Daibu, Chefe da criadagem da Imperatriz).
Em 946 Akitada organizou o Daijōsai (ritual de coroação) do Imperador Murakami. Em 13 de março de 948 é promovido a Gondainagon (Dainagon provisório). Em 04 de novembro de 953 Akitada é efetivado Dainagon. E passa a ser Mutsu Dewa Azechi (Responsável Militar pela Região de Mutsu-Dewa).
Em 955 Akitada se torna Daisho (General) do Konoefu (Guarda do Palácio).Em 15 de setembro de 960 é nomeado Udaijin cargo que ocupa até seu falecimento em 1 de junho de 965 aos 67 anos de idade.
O apelido Tominokōji vem do nome da residência onde morava.
| Precedido por Fujiwara no Morosuke | 45º Udaijin (960-965)       | Sucedido por Minamoto no Takaakira |
| Precedido por Fujiwara no Nakahira | Mutsu Dewa Azechi (953-957) | Sucedido por Minamoto no Takaakira |